# دین در دوران اشکانی
با وجود مطالعات مداوم باستان‌شناسان، هنوز خصوصیات مذهبی ایرانیان عهد اشکانی (بنیان‌گذاری ۲۴۷ پیش از میلاد – فروپاشی ۲۲۴ پس از میلاد) مانند بسیاری دیگر از مسائل اجتماعی و اقتصادی آن عهد، روشن نگردیده است. ظاهراً پارت‌ها در آغاز امر، مانند کلیه اقوام بدوی، عناصر طبیعی مانند آفتاب و ماه و ستارگان را مورد ستایش قرار می‌دادند. قوم پارت پس از ورود به ایران به مذهبی خاص نگرویدند. تحقیقات جدید تقریباً ثابت کرده است که این پارتیان، مانند هخامنشیان، زردشتی نبوده به احتمال قوی: تثلیث اهورمزدا، مهر و ناهید که در زمان هخامنشیان پرستش می‌شد، در زمان پارتیان مورد توجه عمومی و احتمالاً دین درباری هم بوده است. بعدها از میان این سه ایزد ناهید اهمیت بیشتری کسب کرد. پرستش ناهید بعدها در ناحیه لیدیه، باختر (بلخ)، کاپادوکیه و ارمنستان منتشر گردید و پرستش میترا نیز توسط دزدان دریایی به تدریج به سرزمین روم راه یافت. به‌طور کلی حکومت اشکانی به کلیه ادیان و مذاهب خارجی به دیده اغماض می‌نگریست؛ حتی ادیان خارجی را با تعدیل و تغییری می‌پذیرفت.

## به وجود آمدن حکومت اشکانی
مقصود از پارت یا «پارتیا» قسمت شرقی گرگان و خراسان کنونی است که داریوش در کتیبه‌های بیستون و نقش رستم آن را «پرثو» خوانده است. این قوم که مجموعه‌ای از قبایل سکایی بود، در دشتهای بین بحر خزر و دریای ارال به صورت چادرنشین زندگی می‌کردند. هنگامی‌که حکومت سلوکی بر اثر ادامه سیاست تجاوزکارانه روم سخت ضعیف شده بود، تنها پارتیان دعوی استقلال نکردند بلکه ماد (آذربایجان)، بابل، پارس، اصفهان، خرسن (خوزستان) و سایر متصرفات شرقی سلوکیان خواهان آزادی بودند، ولی مهرداد با تدبیر و جنگ کلیه ایالات شرقی و غربی را بین سنوات ۱۶۰ و ۱۴۰ ق.م. به تصرف خود درآورد و شاهنشاهی هخامنشی را تحت عنوان اشکانیان تجدید کرد. دولت اشکانی چهارصد و هفتاد و پنجسال حکومت کرد.
پارت‌ها یا از نژاد خالص ایرانی یا قومی‌ایرانی مآب با زبان و آداب ایرانی بوده و از آیین مزدایی پیروی می‌کرده‌اند. آنها به عنوان اخلاف و کین خواهان پارس‌ها قدم به میدان نهادند و ایرانیانی را که پایبند آداب و رسوم ملی بودند به سوی خویش جلب نمودند. به علت نفوذ قشری و محدود آداب یونانی در ایران، اکثریت توده مردم که دوستدار سنن ملی خویش بود، به سوی پارت‌ها گرایش یافت.
در مورد علل فقدان اسناد و مدارک تاریخی مربوط به حکومت پانصد ساله اشکانیان، باید گفت که نه تنها سلاطین ساسانی بلکه شاهنامه نویس‌ها، مغ‌های زرتشتی و پیشوایان مذهب زردشت که طبقه روشنفکر و دبیر و دانشمند کشور را تشکیل می‌دادند، جملگی به جهات زیر، با اشکانیان سر مخالفت و دشمنی داشتند:
1. در دوره هخامنشیان مخصوصاً از عصر داریوش بزرگ به بعد، وضع ملل تابع شاهنشاهی از جهات اجتماعی و طبقاتی مشخص و معین گردید و بین طبقه نجبا و اشراف و روحانیان با توده‌های زحمتکش، مغاکی عمیق پدید آمد. با حمله اسکندر و جانشینان او، موقعیت اجتماعی طبقات فرمانروا سستی گرفت و اشکانیان در دوران حکومت طولانی خود، در راه احیاء قدرت روحانیان و طبقات ممتاز قدم مؤثری برنداشتند.
2. حمله اسکندر و جانشینان او قطع نظر از تلفات انسانی و خسارات مادی و معنوی دیگر، سبب گردید که افکار و نظریات فلسفی و اجتماعی جدیدی در زمینه‌های مختلف در بین ملل شرق نزدیک منتشر گردد. ادامه و انتشار این افکار، در دوره حکومت پارتیان، موجب عدم رضایت محافظه‌کاران و به‌خصوص پیشوایان مذهب گردید.
3. پارتیان تعصب مذهبی نداشتند و به ادیان و معتقدات ملل مختلف به دیده تسامح و تساهل می‌نگریستند؛ به همین مناسبت، مغ‌ها و روحانیان زرتشتی با آنان دشمنی و عنادی عمیق داشتند. از طرف دیگر یهودیان، اشکانیان را مانند هخامنشیان مدافع حقیقی دین خود می‌دانستند، درحالی‌که به سلوکیان و رومیان که به آنها ظلم و ستم رواداشته بودند، به دیده نفرت می‌نگریستند.

## آیین‌ها
در دوره پارتیان که خود را دوست یونانیان می‌شمردند، زبان و خط یونانی قرنها ارزش و موقعیت سیاسی خود را حفظ کرد، ولی هیچگاه در قلب مردم نفوذ نکرد. از اواخر دوره اشکانیان در نتیجه توسعه نفوذ پارس‌ها و رشد آیین زردشت، زبان پهلوی و خط آرامی به تدریج جای زبان و خط یونانی را می‌گرفت.
در کتیبه آنتیوخوس یکم (پادشاه کوماژن) نمونه روشن برابر سازی ایزدان ایرانی با برابرهای یونانی شان به چشم می‌خورد. در این کتیبه تقابل خدایان چنین است"
- اورمزدس (اهورامزدا) = زئوس
- میتراس (میترا-مهر) = آپولو
- ارتاگنس (ورثرغنه-بهرام) = هراکلس

احتمالاً پادشاهان اشکانی زیر نفوذ فرهنگ یونانی بود که خود را در سکه‌های اشکانی به جای پسر اهورامزدا پسر زئوس می‌نامیدند. به‌طور کلی حکومت اشکانی به کلیه ادیان و مذاهب خارجی به دیده اغماض می‌نگریست؛ حتی ادیان خارجی را با تعدیل و تغییری می‌پذیرفت.
با وجود مطالعات مداوم باستان‌شناسان، هنوز خصوصیات مذهبی ایرانیان عهد اشکانی (بنیان‌گذاری ۲۴۷ پیش از میلاد – فروپاشی ۲۲۴ پس از میلاد) مانند بسیاری دیگر از مسائل اجتماعی و اقتصادی آن عهد، روشن نگردیده است. ظاهراً پارت‌ها در آغاز امر، مانند کلیه اقوام بدوی، عناصر طبیعی مانند آفتاب و ماه و ستارگان را مورد ستایش قرار می‌دادند. قوم پارت پس از ورود به ایران به مذهبی خاص نگرویدند. در دوره اشکانیان، کیش رسمی واحد دولتی وجود نداشت، سلاطین پارت و توده مردم زرتشتی نبودند و پرستش اهورامزدا و وجود کاهنان مغ را نمی‌توان دلیل زرتشتیگری به صورت کیش دولتی دانست. زروانیسم در ایران و بعضی نقاط رایج بود. پیروان کیش زروان معتقد بودند که اورمزد و اهریمن، منشأ خیر و شر، دو برادر متساوی القوه و فرزندان پدر و خدای اولین یا زروان (زمان بیکران) می‌باشند.
مشیرالدوله در تاریخ خود به روش انزواطلبی مغ‌ها در عصر اشکانیان اشاره می‌کند و از جمله می‌نویسد: مغ‌ها لباس سفید دربر می‌کردند و به سه درجه تقسیم می‌شدند. آنها که در درجه اول قرار داشتند، هیچ جانداری را نمی‌کشتند و غذای حیوانی نمی‌خوردند. کلمان اسکندرانی (شاگرد پانتن از پیشوایان دین مسیح، حدود سال ۲۴۰–۳۰۶ م) می‌گوید: «درمیان مغ‌ها فرقه‌ای بود که ازدواج را ممنوع می‌دانست.» از این اطلاعات، اگر صحیح باشد، برمیآید که مذاهب هندی در دوره اشکانیان به ایران سرایت کرده بود، زیرا احتراز کردن از کشتن جانداران مخالف دین زرتشت است، و موافق تعلیمات آن باید جانوران موذی یا مخلوقات اهریمن را نیست و نابود کرد. دیگر آنکه در مذهب زرتشت ترک دنیا و احتراز از زناشویی کاری است نکوهیده و کسی که این کار کند دوست هرمز نیست؛ پیرو هرمز کسی است که خانواده تأسیس کند، زمین را شخم بزند، دام و رمه تربیت کند، کاریز (قنات) بکند و زمین موات را آباد کند.

### پرستش ناهید
تحقیقات جدید تقریباً ثابت کرده است که این پارتیان، مانند هخامنشیان، زردشتی نبوده به احتمال قوی: تثلیث اهورمزدا، مهر و ناهید که در زمان هخامنشیان پرستش می‌شد، در زمان پارتیان مورد توجه عمومی و احتمالاً دین درباری هم بوده است. بعدها از میان این سه ایزد ناهید اهمیت بیشتری کسب کرد. پرستش ناهید بعدها در ناحیه لیدیه، باختر (بلخ)، کاپادوکیه و ارمنستان منتشر گردید. تیرداد مراسم تاجگذاری خود را در شهر ارشک در یک معبد ناهیدی انجام داد. در همدان مقر سلاطین پارت معبدی برای ناهید برپا شد که این معبد بعدها توسط انتیوخوس سوم پادشاه سلوکی غارت شد. در کنگاور و در خوزستان و شوش نیز معابدی برای ناهید برپا کرده بودند. در اصطخر نیز اجداد خاندان ساسانی نگهداری از معبد ناهید را برعهده داشتند.

### میتراپرستی
گئو ویدن گرن شواهدی ارائه می‌کند که نشان می‌دهند، باورها و سنن مهرپرستی، که در بین جامعهٔ درنگیانا (سیستان کنونی) شکل گرفت، به سرعت و همپای رشد مبارزات استقلال طلبانهٔ جوامع شرق فلات ایران علیه سلطهٔ دربار سلوکی در سراسر این منطقه رواج یافته و شاه ـ فئودال‌های حاکم، حتی از نوع محلی آن (عمدتاً بانیان سلسله‌های شاهی) در بین جوامع برده وار وابسته به آنها به عنوان شاه ناجی و تجسم مهر (ایزد ایرانی) (میترا)، مورد پرستش قرار گرفته بودند. ایمان عمیق و انضباط آهنین حاکم بر آیین مهرپرستی و تطابق ویژگی‌های سلحشورانهٔ آن با شرایط سیاسی، اجتماعی و نظامی حاکم بر منطقه، گسترش چشمگیر و شتابان مبانی آیین مذکور را در بین جوامع مذکور به دنبال آورند. این جوامع و شاه - فئودال‌های حاکم بر آنان با اتکاء به باورهای حاکم بر آیین مهری، قیام‌های استقلال طلبانه‌ای را علیه حاکمیت سلوکیان بر منطقه تدارک دیده و سرانجام به عصر تسلط دربار مذکور و یونانی‌تباران تحت حمایت آن بر منابع ثروت خویش پایان داده و وحدت و یکپارچگی سیاسی و نظامی تحت محوریت قبیلهٔ قدرتمند «پارت‌ها» (پارتیان) تحقق یافت.
براساس گزارش‌هایی که از «شاه بزرگ» یا «مهر» مذکور برجای مانده است، «در سال ۵۱ اشکانی، مادر مهر بشارت می‌یابد، پس از آنکه ۲۷۵ روز از بشارت گذشت، شب ۲۵ دسامبر مهر زاییده می‌شود (روز ۲۶ دسامبر که در اوائل زمستان قرار دارد، روز مهرگان و آغاز سال نو مهری دانسته شده)، مهر در ۲۵ سالگی مبعوث می‌گردد و دعوت می‌کند و چهل سال در میان مردم به دعوت می‌پردازد. (سالی که مهر مبعوث شد، سال ۲۴۱ پیش از میلاد و وفات مهر در چهارم شهریورماه، در روز عید شهریورگان ۲۰۱ پیش از میلاد) دانسته‌اند.»
دامنهٔ رواج اصول اعتقادی میترایی در ایران عهد اشکانی، سراسر فلات ایران را در بر نمی‌گرفت، بلکه جوامع ساکن در ایالات آتورپاتکان (آذربایجان کنونی)، پارس و به احتمالاَ ساتراپی بابل همچنان به اصول اعتقادی مزدیسنا وابسته بوده و آتشکده‌های زرتشتیان به عنوان رقیبی قدرتمند برای معابد میترایی، در این ایالات رونق خویش را حفظ نموده بودند. آیین مذکور اگر چه در طول سه سدهٔ نخست حاکمیت پارتیان، به سبب کامیابی‌های گستردهٔ نظامی و سیاسی دولت مذکور علیه امپراتوری روم فرصت چندانی برای ابراز وجود و قد علم کردن در برابر آیین پر نفوذ میترایی پیدا نکرده بود، لیکن تحولات سیاسی در داخل کشور و اوج‌گیری رقابت‌ها و تفرقه بین خاندان‌های حاکم بر دولت پارت که در نیمهٔ اول سدهٔ اول میلادی به اوج خود رسیده و به تقسیم دولت پارت به دو بخش مستقل غربی و شرقی انجامیده بود، شرایط مساعدی را برای آیین مزدیسنا فراهم آورد تا بتواند به گسترش دامنهٔ نفوذ خود و پیگیری رقابت خود با میترائیسم بپردازد. این امر با ظهور بلاش یکم (۷۷–۵۱ میلادی) تحقق پذیرفت. پرستش میترا در این دوران توسط دزدان دریایی به تدریج به سرزمین روم راه یافت.

### مزدیسنا
پارت‌ها به قوانین روحانیان زرتشتی توجهی نداشتند و از آنان اطاعت نمی‌کردند به ویژه مردگان خود را هم می‌سوزاندند و هم دفن می‌کردند که از نظر روحانیان زرتشتی بزرگ‌ترین گناه بود اما کم‌کم احتمالاً در زمان بلاش یکم شرایط نفوذ روحانیان زرتشتی در دربار پارتی باز شد.
هرتسفلد نوشته است، آغاز سلطنت بلاش یکم (اشک بیست و دوم-سلطنت ۵۱ – ۷۸ میلادی) مقارن بود با دو دستگی بین خاندان‌های حاکم بر دولت پارت و همین امر موجب شکل‌گیری دو دولت مستقل در نیمه‌های شرقی و غربی فلات ایران گردید که در طی آن خاندان‌های حاکم در شرق فلات که تحت مدیریت خاندان گیو (خاندان حاکم بر گرگان و شمال خراسان) قرار داشتند، با رد سلطنت بلاش اول، شخصی به نام «گودرز» را به سلطنت برگزیده و دولت مستقل خود را در شرق فلات ایران برپا کردند. همین امر بلاش یکم را که از حمایت خاندان‌های غربی کشور برخوردار بود، بر آن داشت تا در تأکید بر استقلال خود از خاندان‌های شرقی که به آیین میترایی دلبسته بودند، راهی متفاوت را در پیش گیرد و با گرایش به آیین مزدیسنای رایج در غرب کشور و برگزیدن پایتخت تازه در «بلاش گرد» (در محل تیسفون، در بین‌النهرین) هویت مستقلی را با تکیه بر آیین مزدیسنا برای دولت و جامعهٔ تحت حاکمیت خود طراحی نماید. از همین دوران است که آیین مزدیسنا دور تازه ای از حیات ملی خود را آغاز می‌کند و اصول اعتقادی آن که تا آن تاریخ به صورت شفاهی و انتقال سینه به سینه در اختیار انحصاری تعدادی از خاندان‌های مغ قرار داشت، در مجموعه ای مکتوب که اوستا خوانده شد گردآوری گردید.

### مسیحیت

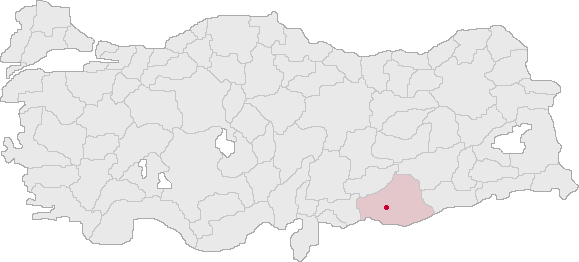
موقعیت شهر ادسا یا رُها و حومه‌اش که اکنون در کشور ترکیه امروزی جای دارد.

قدیمترین نشانه‌ها از چگونگی آشنایی ایرانیان با مسیحیت را در دو شهر ادسا ناحیهٔ آدیابنه می‌توان جستجو کرد. این دو شهر از اولین مراکز فعالیت تبلیغی مبلغان مسیحی بودند و مسیحیت در دورهٔ اشکانی از طریق این دو شهر به ایران معرفی شد. یوسبیوس قیصریه مورخ و اسقف مسیحی قرن چهارم میلادی، چنین می‌نویسد که توماس از حواریون مسیح به درخواست آبگار حاکم ادسا، تادئوس معروف به آددای را به ادسا اعزام کرد تا به تبلیغ و ترویج مسیحیت در آن ناحیه بپردازد. «آددای» نیز در سال ۱۰۰ میلادی، مارپقیدا را به سمت اسقف «آربل» (اربیل امروزی) انتخاب کرد. برخی محققان تاریخ مسیحیت بر این عقیده‌اند که مارپقیدا یا ماری احتمالاً حدود سال‌های ۷۹ تا ۱۱۶ میلادی به سلوکیه – تیسفون نیز سفر کرده است. به نظر می‌رسد که به سبب تفاوت بین زبان‌ها، گسترش مسیحیت در قلمروی اشکانیان به تدریج صورت گرفته باشد. به رغم مخالفت برخی موبدان، تسامح دینی در دورهٔ اشکانی موجب شد تا مبلغان مسیحی با آزادی عمل به تبلیغ این دین بپردازند و مسیحیان همانند دیگر اقلیت‌های غیرزردشتی در آرامش باشند، در حالی که جوامع مسیحی در امپراتوری روم، مورد تعقیب و آزار قرار می‌گرفتند. آیین مسیحیت از حدود سال ۱۵۰ میلادی، توسط بازرگانان و مبلغان وابسته به کلیساهای ادسا و آربل، در گیالن، گرگان و بین‌النهرین، رواج یافت. هم چنین، در سال ۲۲۵ میلادی و مصادف با آخرین روزهای حکومت اشکانیان، ۲۰ اسقف‌نشین در محدودهٔ بین‌النهرین و ایران برقرار بوده است.